# Arcadia (Texas)

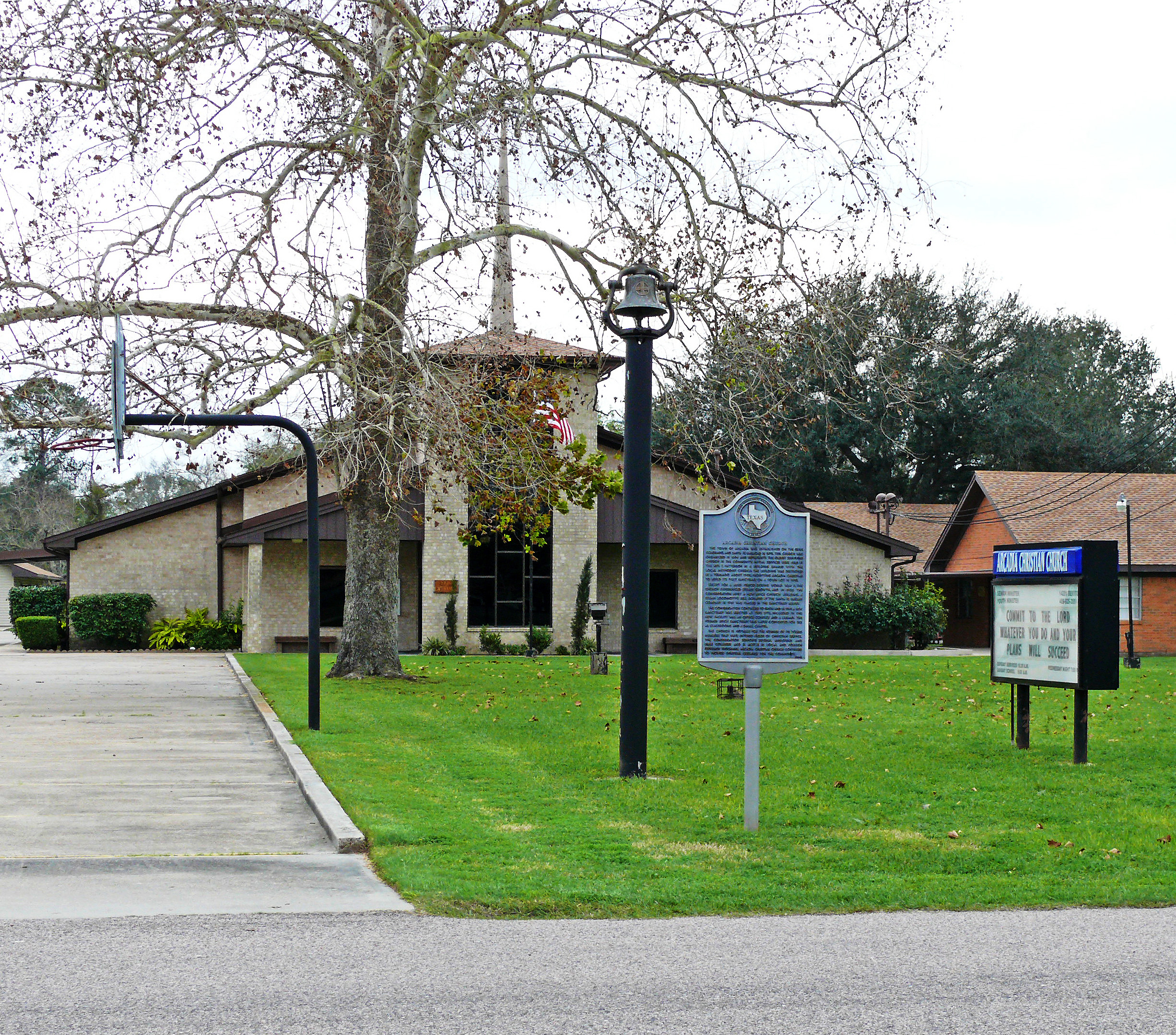
Chiesa di Arcadia

Arcadia era una comunità non incorporata degli Stati Uniti d'America della contea di Galveston nello Stato del Texas, che oggi è un quartiere della città di Santa Fe. Si trova ad un'altitudine di 30 piedi (9 m).
Arcadia fu fondata intorno al 1889, vicino all'Hall's Bayou, sulla Gulf, Colorado and Santa Fe Railway. Deve il suo nome alla città di Arcadia nella Louisiana. Henry Runge progettò la città nel 1890 come Hall's Station come quarta concessione della terra di Stephen F. Austin. Un tempo la tribù dei Coaque viveva nell'area, che fu poi esplorata da Álvar Núñez Cabeza de Vaca. La città divenne parte di Santa Fe negli anni 1980.